# Центральная районная библиотека имени Н. В. Гоголя (Санкт-Петербург)
Центральная районная библиотека имени Николая Васильевича Гоголя (неоф. Библиотека Гоголя) — библиотека в Санкт-Петербурге, после ноября 2013 года — общественное пространство, включающее читальные залы, медиатеку и пространство для мероприятий, культурный центр. В настоящее время — эксперимент по созданию популярной современной библиотеки.
Библиотека Гоголя выступает в роли организатора и участника образовательных инициатив. Библиотека проводит открытые уроки литературы, приглашая на роль учителей поэтов и писателей. Занятия вели Линор Горалик, Вера Полозкова и Герман Садулаев. В библиотеке организованы курсы компьютерной грамотности для взрослых. В апреле 2014 года библиотека проводила «Тотальный диктант» и принимала участие во Всемирном дне распространения информации о проблеме аутизма. С начала 2014 года в библиотеке работает виртуальный филиал Русского Музея.
Запуск обновлённой библиотеки стал открытием года по версии The Village в 2013. В 2014 году библиотека вышла в финал национальной премии в области событийного туризма в номинации «Лучший проект в области культуры», а команда библиотеки вошла в ТОП-50 журнала Собака.ру в номинации «Наука и жизнь».
Инициатором воплощенного проекта была Марина Швец, назначенная директором централизованной библиотечной системы Красногвардейского района в марте 2013 года. Администрация района поддержала идею и предоставила необходимый бюджет в 18 млн. рублей. Для создания функционального пространства были привлечены специалисты по интерьерному дизайну и дизайну среды из архитектурного бюро KIDZ.
Библиотека стала площадкой для проверки новых технологических решений и моделей работы, например, автоматической выдачи книг и самообслуживания. Полученный опыт планируется использовать для развития остальных библиотек района.

## История
Библиотека Гоголя стала первой государственной массовой библиотекой. В 1918 году она была открыта на основе фондов библиотек гимназии Л. И. Нехорошевой и Ириновской железной дороги, частных и реквизированных фондов в рамках Охтинского государственного Дома просвещения и называлась Библиотекой Охтенского Совдепа, а с 1919 — Охтенской центральной. В 1938 она стала самостоятельным культурно-просветительским учреждением «Библиотека Красногвардейского района».
В годы блокады Ленинграда библиотека продолжала работу.
В 1952 году в честь столетия со дня смерти Николая Гоголя ей было присвоено имя писателя. После выделения Красногвардейского района из Калининского, в 1974 году библиотека была реорганизована в Центральную районную библиотеку Отдела культуры Красногвардейского Исполкома.
C 1956 года Библиотека Гоголя занимает построенное в стилистике сталинского неоклассицизма здание по адресу Среднеохтинский проспект, 8.

## Фонды
Фонды библиотеки включают более 80 тысяч единиц.
В их число входят 80 томов Энциклопедического словаря Брокгауза и Ефрона 1891 года издания, трёхтомник Фридриха Шиллера 1901 года, отмеченный печатью владельца «Д-ръ Н. Лазаревъ», юбилейная энциклопедия «Отечественная война 1812 года и русское общество» 1912 года издания, «Жизнь животных» Альфреда Эдмунда Брема, изданная в 1900 году, «История государства Российского» Карамзина 1892 года.